# SCORM
Sharable Content Object Reference Model (viết tắt là SCORM) là một tập hợp các tiêu chuẩn và các mô tả cho một chương trình e-learning dựa vào web. Nó định nghĩa sự giao tiếp thông tin giữa nội dung máy khách và hệ thống máy chủ, được gọi là môi trường runtime (thông thường được gọi là LMS - learning management system). SCORM cũng định nghĩa cách để nén nội dung lại vào trong một file ZIP.
SCORM là được hiện thực trong một bản mô tả được thực hiện bởi ADL (Advanced Distributed Learning) thuộc Bộ quốc phòng Mỹ.

## Các phiên bản

### SCORM 1.1
Đây là phiên bản đầu tiên. Sử dụng cấu trúc dữ liệu file XML dựa trên bảng mô tả của Ủy ban AICC để mô tả cấu trúc nội dung, nhưng thiếu một phương thức đóng gói đủ mạnh và thiếu hỗ trợ siêu dữ liệu (metadata). Phiên bản này nhanh chóng bị thay thế bởi SCORM 1.2

### SCORM 1.2
Đây là phiên bản đầu tiên được sử dụng rộng rãi. Nó vẫn tiếp tục được sử dụng và được hỗ trợ hầu hết bởi các Learning Management System hiện nay.

### SCORM 2004
Phiên bản hiện nay. Dựa vào tiêu chuẩn mới của IEEE cho API, nhiều thành phần không rõ ràng của phiên bản trước đã được khắc phục. Bao gồm khả năng xác định các giai đoạn của một hoạt động sử dụng nội dung đó. Bao gồm khả năng chia sẻ và sử dụng thông tin về trạng thái của nhiều đối tượng nằm ở nhiều khóa học khác nhau nhưng cùng một LMS. Một bộ biên soạn câu hỏi giúp tăng độ tương tác.

### Các phiên bản của SCORM 2004
- Phiên bản 1 (tháng 1 năm 2004)
- Phiên bản 2 (tháng 7 năm 2004)
- Phiên bản 3 (tháng 10 năm 2006)

## Mốc thời gian phát triển của SCORM
- Tháng 1 năm 1999 — Executive Order 13111 signed tasking the DoD to develop common specifications and standards for e-learning across both federal and private sectors
- Tháng 1 năm 2000 — SCORM Version 1.0
- Tháng 1 năm 2001 — SCORM Version 1.1
- Tháng 10 năm 2001 — SCORM Version 1.2
- Tháng 1 năm 2004 — SCORM 2004 (1st Edition)
- Tháng 7 năm 2004 — SCORM 2004 (2nd Edition)
- Tháng 6 năm 2006 — Department of Defense Instruction (DoDI) 1322.26 Requiring DoD Use of SCORM
- Tháng 10 năm 2006 — SCORM 2004 (3rd Edition)
- Tháng 10 năm 2009 — SCORM 2.0 (Web 2.0)

### Các nguồn tài nguyên
- SCORM Resource Portal: Product and Service Directory, News, Forums, Jobs, and whitepapers Lưu trữ ngày 12 tháng 11 năm 2007 tại Wayback Machine
- Concise articles like "SCORM For Dummies" and "SCORM For Developers", graphical reference poster and tools to help with conformance Lưu trữ ngày 10 tháng 1 năm 2007 tại Wayback Machine
- SCORM Information and Resources: Overview, Terminology, Conformance, Tutorials on content creation, and Downloads
- SCORM Project Cost Estimation Model
- ADL Community: Community site for advanced distributed learning technologies, including SCORM Lưu trữ ngày 5 tháng 3 năm 2016 tại Wayback Machine
- SCORM Primer by Philip Dodds, Chief Architect of SCORM Lưu trữ ngày 25 tháng 2 năm 2008 tại Wayback Machine
- SCORM Best Practices Guide for Content Developers 1st Edition (2003-02-28 updated 2004-04-05) Lưu trữ ngày 13 tháng 11 năm 2008 tại Wayback Machine
- SCORM Developer Network (Redbird DevNet): SCORM-related News, Forums, Jobs, Documentation, and more... Lưu trữ ngày 2 tháng 2 năm 2009 tại Wayback Machine

### Mạng nghiên cứu ADL (thuộc Bộ quốc phòng Mỹ)
- Advanced Distributed Learning Co-Laboratory Hub (Alexandria, Virginia) Lưu trữ ngày 25 tháng 6 năm 2008 tại Wayback Machine: The ADL Co-Lab Hub coordinates the operations of the ADL Co-Labs
- Joint Advanced Distributed Learning Co-Laboratory (Orlando, Florida) Lưu trữ ngày 17 tháng 6 năm 2008 tại Wayback Machine: Supports the integration of training and technology for the DoD
- Workforce Advanced Distributed Learning Co-Laboratory (Memphis, Tennessee) Lưu trữ ngày 30 tháng 5 năm 2008 tại Wayback Machine: Facilitation of SCORM Implementation In Industry
- Academic Advanced Distributed Learning Co-Laboratory (Madison, Wisconsin): Supports the evaluation and testing of ADL tools to enhance Academia
- Advanced Distributed Learning Technology Center (Johnstown, Pennsylvania) Lưu trữ ngày 30 tháng 5 năm 2008 tại Wayback Machine: Collaborates with all the ADL Co-Labs to develop and validate ADL concepts, technologies and utilities
- Advanced Distributed Learning Job Performance Lab (Alexandria, Virginia) Lưu trữ ngày 30 tháng 5 năm 2008 tại Wayback Machine: Their mission is to act as a catalyst for the advancement of research, development and implementation of dynamic capability-based job performance technology solutions across the Department of Defense
- United Kingdom Advanced Distributed Learning Partnership Laboratory (Telford, England) Lưu trữ ngày 25 tháng 6 năm 2008 tại Wayback Machine: This UK Partnership Lab promotes the development and acceptance of global e-learning standards
- Canada Advanced Distributed Learning Partnership Laboratory (Ottawa, Canada) Lưu trữ ngày 16 tháng 6 năm 2008 tại Wayback Machine: Support ADL implementation with the Canadian DND
- Australia ADL Partnership Laboratory (Brisbane, Australia) Lưu trữ ngày 30 tháng 5 năm 2008 tại Wayback Machine
- Korea ADL Partnership Laboratory (Seoul, Korea) Lưu trữ ngày 30 tháng 5 năm 2008 tại Wayback Machine
- Latin American and Caribbean Regions ADL Partnership Laboratory (Ejidos de Huipulco, Mexico) Lưu trữ ngày 25 tháng 6 năm 2008 tại Wayback Machine